# 프리티 올 프렌즈 셀렉션
《프리티 올 프렌즈 셀렉션》(일본어: プリティーオールフレンズセレクション 프리티오르프렌즈셀렉션[*], Pretty All Friends Selection)는 타카라 토미와 신 소피아가 공동 개발한 일본의 아케이드 비디오 게임 《프리티 리듬 시리즈》를 원작으로 하는 텔레비전 애니메이션의 걸작선이다. 또한 《프리티 리듬 시리즈》와 《프리파라 시리즈》, 《키랏토 프리☆챤》의 전작 3작품을 모아, 2021년 6월 6일부터 TV 도쿄에서 방송 중이다.

## 개요
「키랏토 프리☆챤」의 주인공 모모야마 미라이와 마스코트 키랏츄가 네비게이터가 되어, 지금까지의 「프리티 시리즈」의 아이돌과 스타들(프리티 올 프렌즈)의 활약을 되돌아 보는 내용으로 방송된다.

## 같이 보기
- 프리티 리듬
- 프리티 리듬: 올스타 셀렉션
- 아이돌랜드 프리파라